# Agonum
Genre
Agonum est un genre d'insectes coléoptères de la famille des Carabidae.
Selon les classifications, il appartient à la sous-famille des Harpalinae ou des Platyninae.

## Espèces rencontrées en Europe
- Agonum (Agonum) antennarium (Duftschmid, 1812).
- Agonum (Agonum) carbonarium Dejean, 1828.
- Agonum (Agonum) chalconotum Ménétriés, 1832.
- Agonum (Agonum) curvipes (Tournier, 1864).
- Agonum (Agonum) dolens (C.R. Sahlberg, 1827).
- Agonum (Agonum) hexacoelum (Chaudoir, 1850).
- Agonum (Agonum) kretaense Kirschenhofer, 1982.
- Agonum (Agonum) marginatum (Linnaeus, 1758).
- Agonum (Agonum) monachum (Duftschmid, 1812).
- Agonum (Agonum) muelleri muelleri (Herbst, 1784).
- Agonum (Agonum) muelleri unicolor Leoni, 1907.
- Agonum (Agonum) muelleri (Herbst, 1784).
- Agonum (Agonum) nigrum Dejean, 1828.
- Agonum (Agonum) numidicum Lucas, 1849.
- Agonum (Agonum) pirata Schatzmayr, 1909.
- Agonum (Agonum) quinquepunctatum Motschulsky, 1844.
- Agonum (Agonum) rugicolle Chaudoir, 1846.
- Agonum (Agonum) sordidum Dejean, 1828.
- Agonum (Europhilus) consimile (Gyllenhal, 1810).
- Agonum (Europhilus) exaratum (Mannerheim, 1853).
- Agonum (Europhilus) fuliginosum (Panzer, 1809).
- Agonum (Europhilus) gracile Sturm, 1824.
- Agonum (Europhilus) micans (Nicolai, 1822).
- Agonum (Europhilus) munsteri (Hellén, 1935).
- Agonum (Europhilus) piceum (Linnaeus, 1758).
- Agonum (Europhilus) scitulum Dejean, 1828.
- Agonum (Europhilus) temperei (Aubry, 1974).
- Agonum (Europhilus) thoreyi thoreyi Dejean, 1828.
- Agonum (Europhilus) thoreyi Dejean, 1828.
- Agonum (Melanagonum) afrum (Duftschmid, 1812).
- Agonum (Melanagonum) duftschmidi J. Schmidt, 1994.
- Agonum (Melanagonum) extensum Ménétriés, 1849.
- Agonum (Melanagonum) gerdmuelleri J. Schmidt, 1994.
- Agonum (Melanagonum) gisellae Csiki, 1931.
- Agonum (Melanagonum) hypocrita (Apfelbeck, 1904).
- Agonum (Melanagonum) longicorne Chaudoir, 1846.
- Agonum (Melanagonum) lugens (Duftschmid, 1812).
- Agonum (Melanagonum) nitidum Motschulsky, 1844.
- Agonum (Melanagonum) permoestum Puel, 1938.
- Agonum (Melanagonum) pseudomoestum Schuler, 1963.
- Agonum (Melanagonum) versutum Sturm, 1824.
- Agonum (Melanagonum) viduum (Panzer, 1796).
- Agonum (Platynomicrus) bicolor (Dejean, 1828).
- Agonum (Punctagonum) ericeti (Panzer, 1809).
- Agonum (Punctagonum) impressum (Panzer, 1796).
- Agonum (Punctagonum) sexpunctatum (Linnaeus, 1758).
- Agonum (Punctagonum) viridicupreum (Goeze, 1777).
- Agonum (Stictanchus) gracilipes (Duftschmid, 1812).
- Agonum (Carabidae) dorsale.